# 杜多维尔 (滨海塞纳省)
杜多维尔（法語：Doudeauville，法語發音：[dudovil]）是法国滨海塞纳省的一个市镇，属于迪耶普区。

## 地理
杜多维尔（49°34'21"N, 1°42'17"E）面积3.94 平方千米，位于法国诺曼底大区滨海塞纳省，该省份为法国北部沿海省份，其西部及北部濒大西洋英吉利海峡，东起顺时针与索姆省、瓦兹省、厄尔省和卡爾瓦多斯省接壤。
与杜多维尔接壤的市镇（或旧市镇、城区）包括：维莱韦尔蒙、布赖地区当皮埃尔、冈库尔-圣艾蒂安、欧塞、梅内尔瓦勒。

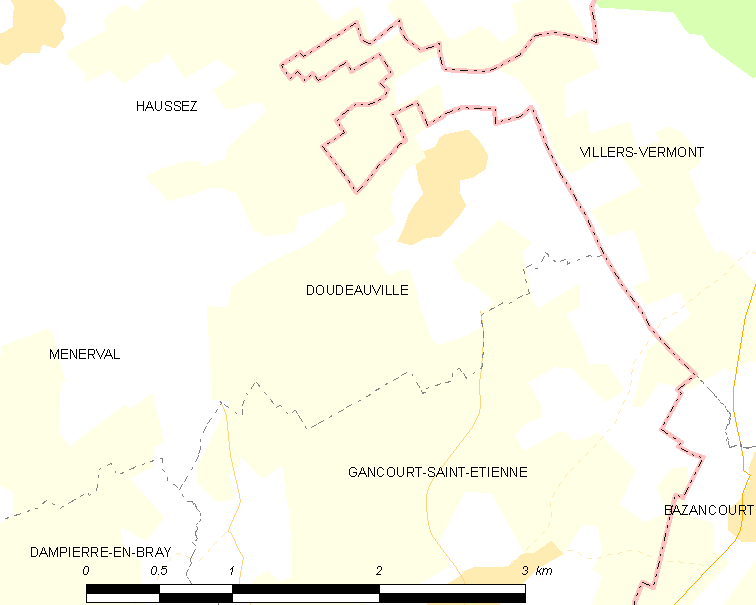
的OSM定位图

杜多维尔的时区为UTC+01:00、UTC+02:00（夏令时）。

## 行政
杜多维尔的邮政编码为76220，INSEE市镇编码为76218。

## 政治
杜多维尔所属的省级选区为布赖地区古尔奈县。

## 人口

1962-2008年间人口变化图示

杜多维尔于2022年1月1日时的人口数量为110人。